# Kokkosaari (ö i Norra Karelen, Pielisen Karjala, lat 63,26, long 29,89)
Kokkosaari är en ö i Finland. Den ligger i sjön Pielisjärvi och i kommunen Lieksa i den ekonomiska regionen  Pielinen-Karelen  och landskapet Norra Karelen, i den östra delen av landet, 400 km nordost om huvudstaden Helsingfors. Öns area är 21,2 hektar och dess största längd är 0,8 kilometer i sydöst-nordvästlig riktning.